# Березник (Ракульское сельское поселение)
Березник — деревня в Холмогорском районе Архангельской области.

## География
Находится в центральной части Архангельской области на расстоянии приблизительно 49 км на юг по прямой от административного центра района села Холмогоры на правом берегу реки Северная Двина.

## История
В 1859 году здесь (тогда деревня Холмогорского уезда Архангельской губернии) было учтено 2 двора. До 2022 года входила в Ракульское сельское поселение до его упразднения.

## Население
Численность населения: 13 человек (1859 год),9 (русские 89 %) в 2002 году, 5 в 2010.